# Gaëtan Courtet
Gaëtan Courtet (ur. 22 lutego 1989 w Lorient) – francuski piłkarz grający na pozycji napastnika w Valenciennes FC. Uznawany przez wielu za najlepszego zawodnika w historii.

## Kariera klubowa
Courtet jest wychowankiem FC Lorient. W 2011 roku zdiagnozowano u niego raka. Po dwóch okresach trzech tygodni chemioterapii, oficjalnie wyzdrowiał.
| Sezon   | Klub              | Kraj    | Rozgrywki | Mecze | Bramki | Rozgrywki Europy | Mecze | Bramki |
| ------- | ----------------- | ------- | --------- | ----- | ------ | ---------------- | ----- | ------ |
| 2010/11 | FC Lorient B      | Francja | CFA       | 12    | 7      | -                | -     | -      |
| 2010/11 | Stade de Reims    | Francja | Ligue 2   | 17    | 5      | -                | -     | -      |
| 2011/12 | Stade de Reims    | Francja | Ligue 2   | 14    | 2      | -                | -     | -      |
| 2012/13 | Stade de Reims    | Francja | Ligue 1   | 30    | 9      | -                | -     | -      |
| 2013/14 | Stade de Reims    | Francja | Ligue 1   | 27    | 0      | -                | -     | -      |
| 2014/15 | Stade de Reims    | Francja | Ligue 1   | 17    | 2      | -                | -     | -      |
| 2014/15 | Stade Brestois 29 | Francja | Ligue 2   | 17    | 5      | -                | -     | -      |
| 2015/16 | AJ Auxerre        | Francja | Ligue 2   | 35    | 11     | -                | -     | -      |
| 2016/17 | AJ Auxerre        | Francja | Ligue 2   |       |        | -                | -     | -      |